# Albrekt Skifte
Albrekt Josva Niels Ole Skifte (* 10. August 1898 in Maniitsoq; † unbekannt) war ein grönländischer Landesrat.

## Leben
Albrekt Skifte war der Sohn des Kolonisten Jakob Andreas Klaudius Skifte (1876–?) und seiner Frau Bolette Karoline Monika Heilmann (1877–?). Am 4. Oktober 1920 heiratete er in Maniitsoq Kristine Justine Ingeborg Lyberth (1897–?), Tochter des Jägers Gert Johannes Jørgen Noah Lyberth (1859–?) und seiner zweiten Frau Bolette Ane Sofie Møller (1869–?).
Albrekt Skifte lebte in Maniitsoq und war Bootskapitän tätig. 1943 vertrat er den todkranken Pavia Petersen im südgrönländischen Landesrat. Anschließend wurde er in der Legislaturperiode von 1945 bis 1950 als ordentliches Mitglied in den Landesrat gewählt, wobei er an jeder Sitzung teilnahm.